# CNBC
CNBC（シーエヌビーシー）は、ニュース通信社ダウ・ジョーンズとアメリカの大手テレビネットワークのひとつNBCが共同設立したニュース専門放送局。チャンネル名はConsumer News and Business Channel（コンシューマー・ニュース・アンド・ビジネス・チャンネル）の頭文字をとったもの、とされている。

## 概要
1989年3月17日に開局。1982年に開局したFNN（Financial News Network）が閉局してCNBCに引き継がれた。先行するCNN（Cable News Network）とは違い、ビジネスニュース（株式・金融商品の情報）を中心に放送。常時、画面の下に最新株価を伝える「ティッカー」を表示している。
平日昼間は核となるビジネスニュースを中心に構成されている。ニューヨーク証券取引所など取引所からの中継や株価解説、上場企業の社長やトレーダー・大学教授などゲストへのインタビューなどからなる。
夜間はNBCナイトリーニュース、The NewsやThe EDGE、Market Week、政治ニュースHardball、Capital Reportなどを放送していた。2004年からニュース番組をやめてトークショーをいくつかスタートさせたが、デニス・ミラーは1年で、ジョン・マッケンローは3ヶ月で終了。2005年にジム・クレイマーの投資情報番組「マッド・マネー」（Mad Money）を始めて以来、投資をテーマとした趣向を変えた経済番組作りを進める。2008年の金融危機では視聴者が増加する現象が起きた。
週末は2003年までシニアゴルフのチャンピオンズツアー中継を行っていた。夜間はトークショーなどを放送。昼間は空き枠（テレビショッピングなどを放送）。また、親会社のNBCユニバーサルがアメリカ国内におけるオリンピックの放映権を独占的に保有しているため、オリンピック開催期間中は一部の競技中継を本チャンネルでも放映している。
アメリカ国内については姉妹チャンネルのCNBC WORLDがある。CNBCヨーロッパやCNBCアジアを始めとする世界中のCNBCで制作された経済ニュース・情報番組の他、経済に関わらないドキュメンタリー、情報番組を放送する。

## 主な番組
| 4:00  | ワールドワイド・エクスチェンジ         | CNBCヨーロッパ・アジアと共同制作  |
| 6:00  | スクワークボックス                     | CNBCの看板番組                    |
| 9:00  | スクワーク・オン・ザ・ストリート       | NYSEから生放送                    |
| 11:00 | ザ・コール                             |                                   |
| 12:00 | パワー・ランチ                         |                                   |
| 14:00 | ストリート・サインズ                   |                                   |
| 15:00 | クロージングベル                       |                                   |
| 17:00 | ファスト・マネー                       |                                   |
| 18:00 | マッド・マネー                         | ジム・クレイマー                  |
| 19:00 | ザ・ニュース ウィズ シェパード・スミス | シェパード・スミス                |
| 20:00 | オン・ザ・マネー                       |                                   |
| 21:00 | ドキュメンタリーやNBCの再放送など      | ドキュメンタリーやNBCの再放送など |

## アメリカ以外での放送
ヨーロッパではCNBCヨーロッパ、アジア太平洋ではCNBCアジアそれぞれが、米国外における一大拠点となる。更に米国CNBCを含めたこれらの拠点がハブとなり各国・各地域向けによりローカライズされた独自のチャンネルを展開する。ただし、各国毎に展開されるチャンネルでは、必ずしも米国及びアジア・ヨーロッパのCNBC番組が配信される訳では無く、ほぼ全編自社制作の場合がある。

### 日本
日本では、日本ビデオニュース（神保哲生により設立）、共同通信社、ジュピター・プログラミングとの合弁会社「CNBCジャパン」を設立。1997年よりCS放送にて「CNBCビジネスニュース（内容はCNBCアジア）」を放送開始したが、1999年10月、日本経済新聞社が運営する日経サテライトニュース（NSN）とチャンネル統合、現在は「日経CNBC」により放送されている。

### 韓国
韓国では当初、MBN CNBC（毎日経済新聞との提携）として放送していたが、2005年に提携を解消した。その後、2009年よりSBSと提携して、SBS CNBCとして放送していたが、2020年で提携を解消し、SBS Bizに改称したため、現在ではCNBCとしては放送されていない。

### その他
- アフリカや中東といった地域向けのチャンネルやイタリアやインドといった個別の国向けのチャンネルがある。
- トルコではCNBC-eとして放送していたが、2015年に終了した。
- 2016年にはインドネシアで現地メディアとCNBCの提携が発表された[3]。
- フィリピンのニュースチャンネル・ANCでは、CNBCの一部番組を放送する。